# Ignacio Calle
Ignacio Calle Tobón (* 21. August 1931 in Cali; † 24. Februar 1982 in Medellín) war ein kolumbianischer Fußballspieler. Der rechte Außenverteidiger nahm mit der kolumbianischen Nationalmannschaft an der Fußball-Weltmeisterschaft 1962 in Chile teil.

## Karriere

### Verein
Ignacio Calle begann seine Karriere 1951 bei Atlético Nacional und blieb dem Klub bis zum Ende seiner Laufbahn 1965 treu. Mit ihm gewann der Klub 1954 seine erste Meisterschaft.

### Nationalmannschaft
Calle debütierte im Juni 1957 in der kolumbianischen Nationalmannschaft unter Trainer Rodolfo Orlandini bei der Qualifikation zur Weltmeisterschaft 1958, qualifizierte sich aber mit Kolumbien nach einem Unentschieden und drei Niederlagen nicht für das Turnier in Schweden. Bei der Qualifikation zur Weltmeisterschaft 1962 kam er in beiden Spielen gegen Peru zum Einsatz, dem einzigen Gruppengegner Kolumbiens. Nach dem Erfolg im Hinspiel reichte ein Unentschieden im Rückspiel für die Qualifikation zur Weltmeisterschaft 1962. Calle gehörte zum Weltmeisterschaftskader, kam dort allerdings nicht zum Einsatz. Die Cafeteros schieden in der Gruppenphase mit einem Punkt aus drei Spielen aus. Auch nach der Weltmeisterschaft bestritt er keine weiteren Länderspiele.

## Erfolge
Atlético Nacional
- Kolumbianischer Meister: 1954